# Buren
Buren – miasto i gmina w środkowej Holandii (prowincja Geldria). Liczy ok. 25 tys. mieszkańców (2008).

## Współpraca
Miejscowość partnerska:
- Diest, Belgia